# Тимелія білоброва
Тиме́лія білоброва (Malacopteron albogulare) — вид горобцеподібних птахів родини Pellorneidae. Мешкає в Південно-Східній Азії.

## Опис
Довжина птаха становить 18 см. вага 16-25 г. Верхня частина тіла темно-коричнева, нижня частина тіла білувата. У представників номінативного підвиду тім'я оливково-коричневе, від дзьоба до очей іде сіра смуга, під дзьобом сірі "вуса".

## Підвиди
Виділяють два підвиди:
- M. m. magnirostre (Blyth, 1844) — Малайський півострів і Суматра;
- M. m. cinereocapilla (Robinson & Kloss, 1919) — Калімантан.

## Поширення і екологія
Білоброві тимелії мешкають в Індонезії, Малайзії та Брунеї. Вони живуть у вологих рівнинних тропічних лісах і на болотах. Зустрічаються на висоті до 915 м над рівнем моря.

## Збереження
МСОП класифікує стан збереження цього виду як близький до загрозливого. Білобровим тимеліям загрожує знищення природного середовища.